# سمه سته
سمه سته (به انگلیسی: Samma Satta) یک شهر در پاکستان است که در ناحیه بهاول‌پور واقع شده‌است.